# Pholcus medicus
Pholcus medicus là một loài nhện trong họ Pholcidae. Loài này được phát hiện ở Iran.